# 1490년

## 연호
- 명(明) 홍치(弘治) 3년
- 일본(日本) 엔토쿠(延徳) 2년
- 후 레 왕조(後黎朝) 홍득(洪德) 21년

## 기년
- 류큐(琉球) 쇼신왕(尚真王) 14년
- 명(明) 효종 홍치제(孝宗 弘治帝) 3년
- 조선(朝鮮) 성종(成宗) 21년
- 후 레 왕조(後黎朝) 성종(聖宗) 31년